# Magomedrasul Idrisov
Magomedrasul Idrisov –en ruso, Магомедрасул Идрисов– es un deportista ruso que compite en lucha libre. Ganó una medalla de plata en el Campeonato Mundial de Lucha de 2019, en la categoría de 61 kg.

## Palmarés internacional
| Campeonato Mundial | Campeonato Mundial     | Campeonato Mundial | Campeonato Mundial |
| Año                | Lugar                  | Medalla            | Categoría          |
| ------------------ | ---------------------- | ------------------ | ------------------ |
| 2019               | Nursultán (Kazajistán) | Medalla de plata   | 61 kg              |